# Salih (Name)
Salih (arabisch صالح, DMG Ṣāliḥ) ist der Name eines Propheten und ein männlicher Vorname arabischen Ursprungs mit der Bedeutung fromm, den Regeln der Religion gemäß, der auch in vielen Ländern des Nahen Ostens, sowie als Familienname vorkommt. Als weiblicher Vorname erscheint Saliha.

## Namensträger

### Historische Zeit
- Salih, Prophet des Islam
- Sālih ibn Tarīf (8. Jhd.), 2. König der Bargawata Berber
- Abu Salih, armenischer Schriftsteller des 12./13. Jahrhunderts
- as-Salih Ismail (Zengiden) (1163–1181), Zengidenherrscher von Aleppo
- as-Salih Ayyub († 1249), sechster der Ayyubidensultan in Ägypten
- as-Salih Ismail (Ayyubide) († 1250), Ayyubidensultan von Damaskus
- as-Salih Ismail (Mamluken), 1342–1345 Sultan der Bahri-Mamluken in Ägypten
- as-Salih Salih, 1351–1354 Sultan der Bahri-Mamluken in Ägypten
- Hulusi Salih Pascha (1864–1939), osmanischer Staatsmann
- Salih Zeki (1864–1921), osmanischer Mathematiker, Wissenschaftshistoriker und Übersetzer

- Saliha Sultan (um 1680–1739), Gemahlin von Sultan Mustafa II. und Valide Sultan unter Mahmud I.

### Männlicher Vorname
- Salih Altın (* 1987), deutscher Fußballspieler
- Salih Bora (* 1953), türkischer Ringer
- Salih Zeki Çolak (* 1954), türkischer General
- Salih Dursun (* 1991), türkischer Fußballspieler
- Sıtkı Salih Gör (* 1936), türkischer Autor
- Salih Korkmaz (* 1997), türkischer Geher
- Ahmet Salih Korur (1905–1966), türkischer Bürokrat
- Bassam Salih Kubba (1944–2004), irakischer Politiker
- Salih Mirzabeyoğlu (1950–2018), kurdisch-türkischer Aktivist
- Salih Muslim (* 1951), kurdisch-syrischer Politiker
- Salih al-Mutlak, irakischer Politiker
- Salih Omurtak (1889–1954), türkischer General
- Salih Mahmoud Osman (* 1957), sudanesischer Rechtsanwalt und Abgeordneter
- Salih Sefercik (* 1984), türkischer Fußballspieler
- Salih Uçan (* 1994), türkischer Fußballspieler
- Salih Yoluç (* 1995), türkischer Autorennfahrer

### Weiblicher Vorname
- Saliha Özcan (* 1988), deutsch-türkische Unternehmerin und Webvideoproduzentin
- Saliha Scheinhardt (* 1946), türkisch-deutschsprachige Schriftstellerin

### Familienname
- Abdel Wahab Abdullah Salih (* 1946), sudanesischer Boxer
- Ahmad Muhammad Salih (1898–1973), sudanesischer Dichter und Autor
- Ali Abdullah Salih (1942–2017), jemenitischer Politiker
- At-Tayyib Salih (1928–2009), sudanesischer Schriftsteller
- Barham Salih (* 1960), kurdischer Politiker
- Hawa Abdallah Mohammed Salih, sudanesische Menschenrechtsaktivistin
- Helmut Salih (* 1970), deutscher Hämatoonkologe und Immunologe
- Mohamed Salih (* 1993), libyscher Fußballspieler
- Suad Salih (* 1945), ägyptische Theologie-Professorin und Fernsehpredigerin
- Tawfīq Ṣāliḥ (1926–2013), ägyptischer Filmregisseur und Drehbuchautor, siehe Tewfik Saleh

### Künstlername
- Saliha (1914–1958), tunesische Sängerin